# San José de La Montaña (kommun)
San José de La Montaña är en kommun i Colombia.   Den ligger i departementet Antioquía, i den nordvästra delen av landet, 300 km nordväst om huvudstaden Bogotá. Antalet invånare är 3 103.